# NIC-60
La NIC-60  es una importante carretera nacional clasificada como colectora secundaria en Nicaragua. Esta vía comienza en el Sur en Salinas Grandes, Departamento de León y culmina en el Norte en la NIC-12A en San Martín, departamento de León.

## Extensión
Con una extensión de 7,33 millas (11,8 km), la NIC-60 juega un rol clave en la conectividad y transporte de la región.